# Andrena parnassiae
Andrena parnassiae är en biart som beskrevs av Cockerell 1902. Andrena parnassiae ingår i släktet sandbin, och familjen grävbin. Inga underarter finns listade i Catalogue of Life.